# 宝島社
株式会社宝島社（たからじましゃ、英: TAKARAJIMASHA,Inc.）は、東京都千代田区に本社を置く日本の出版社。1971年9月22日に蓮見清一が設立。当時は自治体向けのPR誌や地図など下請けを中心とした事業を行っていた株式会社ジェー・アイ・シー・シー（JICC出版局、通称“ジック”）であったが、1993年4月に現社名になる。
ファッション、雑貨などの有名ブランドのグッズが付属したブランドムックに強く、ファッション誌の付録にも豪華なアイテムが多く見られる。なお、宝島社は「ブランドムック」を商標登録している。
論調は反体制的な右派で、政府批判の意見広告を出したり、『別冊宝島Real』において東アジア諸国（いわゆる特定アジア）やフェミニズム、ヤクザ、同和利権などに対し、攻撃的に切り込む政治的な内容の書籍を出版していることで知られる。

## 歴史
1974年6月に晶文社から版権譲渡を受けた月刊誌『宝島』（旧『ワンダーランド』。植草甚一が創刊・編集）を復刊。若い世代を対象とした切り口は、以後の出版界に少なからぬ影響を及ぼした。
『宝島』復刊当初、編集は赤坂の「株式会社宝島社」、発行は飯田橋の「株式会社JICC出版局」と編集・発行が別会社になっていた。
1975年3月から政治問題からサブカルチャーまでを扱う『別冊宝島』を創刊、ムック市場を切り拓く。 1993年11月4日には、借り上げていた麹町にあった当時の本社において発砲を受け事件化する。編集者1人当たりの出版出荷額にノルマをかけ、同社急成長の元となった「社員成金化計画」などは業界内では有名である。『遊ぶWindows』・『DOS/V USER』を軸としたマルチメディア部門を中心に出版点数が急増していった。
2000年には『DOS/V USER』『遊ぶインターネット』の2誌が東京都から不健全図書指定を受けたことに反発し、取消を求める訴訟を起こしたが、2004年に敗訴が確定した（詳しくは有害図書の項を参照）。
2015年7月29日に看板雑誌の『宝島』を、同年8月25日発売の10月号をもって、さらに、10代女性向けファッション雑誌の『CUTiE』を、同年8月11日発売の9月号をもって、共に休刊することを発表した。

## 出版雑誌一覧

### ファッション雑誌
近年、宝島社の雑誌は付録が豪華なことで有名である。主に有名ブランドとコラボレートしたバッグやポーチが付録として採用される。ヘア、メイク、旅行、スーツなど、テーマを絞った増刊ムックも豊富に展開される。ムック本はいずれも「e-MOOK」シリーズに分類されている。

#### メンズ
- 『MonoMaster』 - 大人のライフスタイルマガジン。
- 『smart』 - 20代男性向けファッション誌。
- 『MEN'S ROSES』 - 10代後半 - 20代前半向けのお兄系ファッション雑誌。2007年に「e-MOOK」として3号発売。

#### レディース
60代向け
- 『素敵なあの人』

50代向け
- 『大人のおしゃれ手帖』

40代向け
- 『GLOW』
- 『otona ROSY 』※旧「&ROSY」
- 『リンネル』

20代後半 - 30代向け
- 『オトナミューズ』
- 『InRed』 - SPRiNGの姉版。ライフスタイルにもこだわる新しい30代の提案。
- 『sweet』 - 可愛いモノ好きの20代後半 - 派手めスタイル。
- 『SPRiNG』 - 大人のストリートカジュアルファッション誌。

ティーンズ - 20代前半向け
- 『mini』 - 20歳前後のシンプル志向の裏原ガールズ向け。『smart』の女性版として創刊。

### 娯楽雑誌
- 『MonoMax』 - 2007年より刊行。主に30代男性向けグッズ情報誌。デジタル、ファッション、スポーツ等を扱う。
- 『このミステリーがすごい!』 - 1988年より刊行。一連の『この××がすごい!』シリーズの嚆矢となる。略称は「このミス」。
- 『このライトノベルがすごい!』 - 2005年版から定期刊行化。略称は「このラノ」。
- 『このマンガがすごい!』 - 2005年より年末に定期刊行化。
- 『田舎暮らしの本』
- 『パチンコ/パチスロ』

### 休刊・廃刊誌
- 『宝島』- 2015年8月をもって休刊[6]。
- 『週刊少年宝島』
- 『CUTiE』 - 同社唯一のティーンズ誌。原宿発信のトレンドを扱う。2015年8月をもって休刊[6]。
- 『CUTiE Comic』
- 『宝島30』- オピニオン誌、責任編集長は橘玲。1995年ごろにはオウム真理教への取材を多く行った[3]。
- 『ファミコン必勝本』（→HIPPON SUPER!→必本スーパー!→ロクヨン→攻略の帝王)
- 『ウルトラONE』
- 別冊宝島ブックレット
- 『BOOM』- サブカル色の強いアイドル雑誌。末期は少女向けに路線変更した。
- 『BANDやろうぜ』 - 1988年から2001年まで刊行されていた月刊誌[7]。
- 『この映画がすごい!』 - 1999年の創刊当初は『Bandやろうぜ』の増刊。その後2011年5月号まで刊行された[8]。
- 『このアニメがすごい!』
- 『NIPPONアイドル探偵団』 - 1988年から2004年まで発刊。
- 『steady.』

## 出版ムック一覧
- 別冊宝島
- 別冊宝島Real
- TJムック
- 宝島ムック

## チェーン店ムック一覧
- スターバックスFANBOOK
- KFC 50th AnniversaryBOOK
- シャトレーゼBOOK
- ミスタードーナツ 50th AnniversaryBOOK
- 焼肉きんぐFANBOOK
- リンガーハットFANBOOK
- 吉野家FANBOOK
- 串カツ田中FANBOOK
- はま寿司FANBOOK
- はなまるうどんFANBOOK
- 一風堂FANBOOK
- 丸源ラーメンFANBOOK

## 書籍レーベル
- 宝島社文庫 - ベストセラーに『異世界居酒屋「のぶ」』（蝉川夏哉）、『響け! ユーフォニアム』（武田綾乃）シリーズなどがある。
- 宝島SUGOI文庫 - ノンフィクション系の文庫レーベル
- 宝島社新書 - 1999年9月創刊[9]。創刊ラインナップは『ブラックバスがメダカを食う 日本の生態系が危ない！』（秋月岩魚）、『宇多田ヒカルの作り方』（竹村光繁）、『金融監督庁』（金融再生研究会）の3点[10]。ベストセラーに『「捨てる！」技術』（辰巳渚）などがある[11]。
- このライトノベルがすごい!文庫
- このマンガがすごい！コミックス - かつては『このマンガがすごい!』大賞の受賞作や復刊作品（「翔んで埼玉」）など「このマンガがすごい！」編集部による作品を刊行していた。現在は宝島社刊の小説を他社（LINE Digital Frontier、マンガボックス他）がコミカライズした作品（電子コミック）を紙単行本化するレーベルとなっている。

### 過去の書籍レーベル
- Wonderland comics（ワンダーランドコミックス）
- アドベンチャーノベルス - JICC出版局時代のゲームブックレーベル。
- VOWシリーズ

## 受賞イベント
- 『このミステリーがすごい!』大賞
- 『このライトノベルがすごい!』大賞
- 『このマンガがすごい!』大賞
- 日本ラブストーリー大賞
- 日本ファッショリーダーアワード（2009年 - 2012年）

## 過去の事業

### キャプテンレコード
かつて、1980年代後半のインディーズロックブームの頃は笠原章男プロデューサーを中心に「キャプテンレコード」というインディーズレーベルを展開していた。当時の主軸を押さえてたが、インディーズに商業主義を早期に持ち込んだことについて賛否両論あり「アマチュア青田買い」と揶揄された。なお、キャプテンレコードが保有していた楽曲の著作権と原盤権はすべてウルトラ・ヴァイブが保有している。
- 所属していたアーティスト[要出典]
  - 有頂天
  - THE WILLARD
  - 人生
  - 大川興業
  - メトロファルス
  - きどりっこ
  - ニューロティカ
  - アンジー
  - 町田町蔵
  - パパイヤパラノイア
  - 泯比沙子&クリナメン
  - THE ZOLGE
  - BAKU (バンド)[13]
- 主な作品[要出典]
  - V・O・S（ビデオ）
  - V・O・S（ビデオ）シリーズとしてのアーティストビデオ（遠藤賢司バンド「純音楽」など）

## 系列会社
- TJホールディングス[14] - アメリカにある完全子会社。
- 宝島ワンダーネット - インターネット事業を中心に行う。かつては『宝島城』[15]、『ワンコミ』などを運営した。2022年現在は『ナチュラン』を運営[16]。

### 過去の系列会社
- 宝島プロダクション - 2000年宝島社に吸収合併され解散した。
- 洋泉社 - 元々は宝島社での刊行が適さないマイナー・堅い本を刊行していた。しかし、元『宝島』『別冊宝島』『宝島30』編集者（現在退職して映画評論家）の町山智浩が同社に移って手がけた『映画秘宝』が小ヒット。また、初期『別冊宝島』編集長であり、宝島社の実質的な主力編集長だった石井慎二が洋泉社に移ってからは、かつての『別冊宝島』テイストを感じさせる『ムックy』『新書y』にも力を入れていた。2020年2月1日付で宝島社に吸収合併され解散した。従業員や権利義務等は宝島社が承継するが、『映画秘宝』は休刊、それ以外の出版物も合併後の発行は行わないとしている[17][18]。

## 事件・トラブル
- 同社が凸版印刷に製作を委託し、2010年9月7日に発売したムック本・「kaerenmamaのササッとかわいいキャラ弁当」の付録の食材用抜き型について、使用されていた着色料が食品に移り付着することが判明し、同社は自主回収を行った[19]。
- 新型コロナウイルス感染症に関連し、2021年5月11日の全国紙（朝日新聞、読売新聞、日本経済新聞）朝刊の3紙に意見広告「このままじゃ、政治に殺される。」を見開きで掲載した。その内容に賛同の声があがる一方で、手洗いやマスク着用、密の回避といった感染症対策を非科学的な「タケヤリ」に例えることへの批判や、「政治に責任転嫁するな」「単なるポピュリズム」などの批判もあった[20][21][22]。また、この広告で使用された写真は「竹槍」ではなく木製の「薙刀」であるとの指摘もあり、画像の出所について宝島社は「インターネット上の画像から探し当てたものです」とコメントした[23]。なお、宝島社は1998年からこのような企業広告を不定期で新聞に掲載しており、2021年9月22日にも前述の3紙朝刊に政府の新型コロナウイルス対策を批判する意見広告を再び掲載している[24]。
- 2003年には群馬県北軽井沢の照月湖を含む近隣エリアを買い取り、同社保養所とする。その後に馬場を作ったり、一旦湖水を減らしたり、私有地のため観光パンフでの地図上の表示を取りやめるよう一部に持ちかけるなどし、照月湖を愛する近隣住民・自治体との間でトラブルが生じる。
- 2022年9月、2020年1月に刊行した『別冊宝島Special 真相 戦後の昭和怪事件＆スキャンダル』で、円谷幸吉の自殺の原因を、時の自衛隊体育学校校長・吉池重朝にあると名指しし、「円谷を自殺に追い込んだ人物」「“ヒトラー”と呼ばれた男」「『人殺し！』と罵られた独裁者」などと書き、担当ライター共々、吉池の長男に名誉毀損で提訴された[25]。

## テレビ番組
- 日経スペシャル カンブリア宮殿 売れる雑誌を創れ！宝島社の挑戦（2010年10月28日、テレビ東京）[26]

## スポンサー番組
現在
特記がないのはフジテレビ系列。
- 関西テレビ制作土曜朝のワイドショー（にじいろジーンから） - 筆頭スポンサー（前半60秒、後半30秒）
- 関西テレビ制作月曜22時枠の連続ドラマ（2021年10月 - ）
- 木曜劇場
- 土曜ドラマ（日本テレビ系列、2021年10月 - ） - 長年続いたスズキの30秒縮小分から引継ぎ。
- 王様のブランチ（TBS系列）

過去
- ダウンタウンのごっつええ感じ
- SMAP×SMAP
- 黄金ボキャブラ天国→家族そろってボキャブラ天国
- 情報プレゼンター とくダネ!
- やすらぎの郷（テレビ朝日系列） - 金曜日のみ。
- 関西テレビ制作火曜夜9時枠の連続ドラマ（ - 2021年9月）
- 火曜ドラマ（TBS系列、2020年10月 - 2021年3月） - KIREIMOから引継いだ。その後大正製薬へ交代。
- 馬と駆ける冒険 エンデュランス（テレビ東京、一社提供）